# Роцявичюс, Ричардас
Ричард(ас) Роцявичюс (род. 1964) — советский и литовский самбист, чемпион и призёр первенств СССР среди юношей, чемпион СССР среди юниоров 1984 года, призёр розыгрышей Кубка СССР, призёр чемпионатов СССР по самбо, победитель летней Спартакиады народов СССР 1986 года, серебряный призёр соревнований Всемирных игр 1993 года, победитель розыгрышей Кубка мира 1987 и 1989 годов, чемпион (1991, 1994) и бронзовый призёр (1992, 1993) чемпионатов Европы, бронзовый призёр чемпионата мира 1994 года, мастер спорта СССР международного класса. Выступал в полутяжёлой весовой категории (до 100 кг).

## Спортивные результаты
- Чемпионат СССР по самбо 1985 года — ;
- Чемпионат СССР по самбо 1986 года — ;
- Самбо на летней Спартакиаде народов СССР 1986 года — ;
- Кубок СССР по самбо 1986 года — ;
- Кубок СССР по самбо 1987 года — ;
- Чемпионат СССР по самбо 1988 года — ;
- Чемпионат СССР по самбо 1989 года — ;
- Кубок СССР по самбо 1989 года — ;